# پاسکواله دی ساباتینو (بازیکن فوتبال)
پاسکواله دی ساباتینو (انگلیسی: Pasquale Di Sabatino؛ زادهٔ ۲۶ فوریهٔ ۱۹۹۷) بازیکن فوتبال است.
از باشگاه‌هایی که در آن بازی کرده‌است می‌توان به باشگاه فوتبال آنکونا اشاره کرد.